# 大阪府立豊中高等学校
大阪府立豊中高等学校（おおさかふりつ とよなかこうとうがっこう）とは、大阪府豊中市にある公立の高等学校である。

## 概要
1921年に旧制中学校として創立した、旧制豊中中学校を経て、学制改革によって大阪府立豊中高等学校となった。全日制普通科高等学校だったが、2011年度に文理学科が併設され、2018年入学生より普通科を募集停止して文理学科に一本化されている。
略称は「豊高」。2010年の入学者までは標準服はあるが私服での登校も可能であった。ピアス、髪の染色や脱色なども禁止はされていない。ただし、2011年の入学者からは進学指導特色校事業の施行に伴い、2011年度以降に入学の者は制服着用となる。
2011年度から大阪府教育委員会の進学指導特色校事業の対象校となり、普通科に加えて文理学科が設置された。大阪大学の講義を受講する高大連携授業も行っている。
また体育の時間には通常のラジオ体操ではなく、「豊高体操」なる独自の体操を伝統的に行っていた。しかし現在では通常のラジオ体操を行っている。
正門すぐそばの北側に増築した教室（現在は同窓会「豊陵会」が使用）は、テニスコート部分に建設されたため、教室の上部はテニスコートになっている。
一時期45分授業を導入していたが、2011年度より50分授業へと変更された。さらに、2024年度より65分授業へと変更になり、より深く学んだり、じっくりと問題に取り組んだりして仲間と協力し学ぶ機会を増やすことを期待している。
本校の校歌は、北原白秋作詞・山田耕筰作曲のものである。

### 能勢分校
2018年度より従来の大阪府立能勢高等学校を分校化する形で、大阪府立豊中高等学校能勢分校を能勢町に設置している。能勢分校とは遠隔授業などの取り組みも実施している。

## 沿革
旧制中学校の入学志願者増に対応する形で、中学校の増設が必要と判断されて増設されることになった。
当初、大阪市内に建設の予定だったが候補地が二転三転した。そのためひとまず入学試験を府立北野中学校（現・大阪府立北野高等学校）で実施し、授業も府立生野中学校（現・大阪府立生野高等学校）の校舎を間借りしておこなった。
その後、阪急宝塚本線の沿線開発によって発展期を迎えていた豊能郡豊中村（当時）から誘致があり、校地がようやく決定した。創立の翌年には現在地に校舎が完成、移転となった。
太平洋戦争の際には、勤労動員先の工場が空爆被害に遭ったため生徒や教職員が犠牲になり、校舎も機銃掃射の被害を受けるなどした。終戦直後の1946年には進駐軍の米国人中尉が来校してアメリカンフットボールを指導したため、大阪府立池田高等学校とともに（日本における）高校アメフト発祥の地とされている。
学制改革の際、豊中市立の新制中学校に校舎を転用するため廃校という話も持ち上がったが、回避されている。
1948年の新制高等学校制度の発足により、大阪府立豊中高等学校となった。大阪府立桜塚高等学校（旧制大阪府立豊中高等女学校）と生徒を交流し、また旧制豊中市立高等女学校から女子生徒を編入して男女共学を実施した。
大阪府教育委員会より2002年、「エル・ハイスクール」事業の実施校に指定され、進学指導に重点を置いた教育課程を組むことにした。また2010年度以降、文部科学省からスーパーサイエンスハイスクール事業の実施校に指定されている。
2011年度入学生より文理学科の募集を開始し、2018年度入学生より文理学科として一本化された。

### 年表

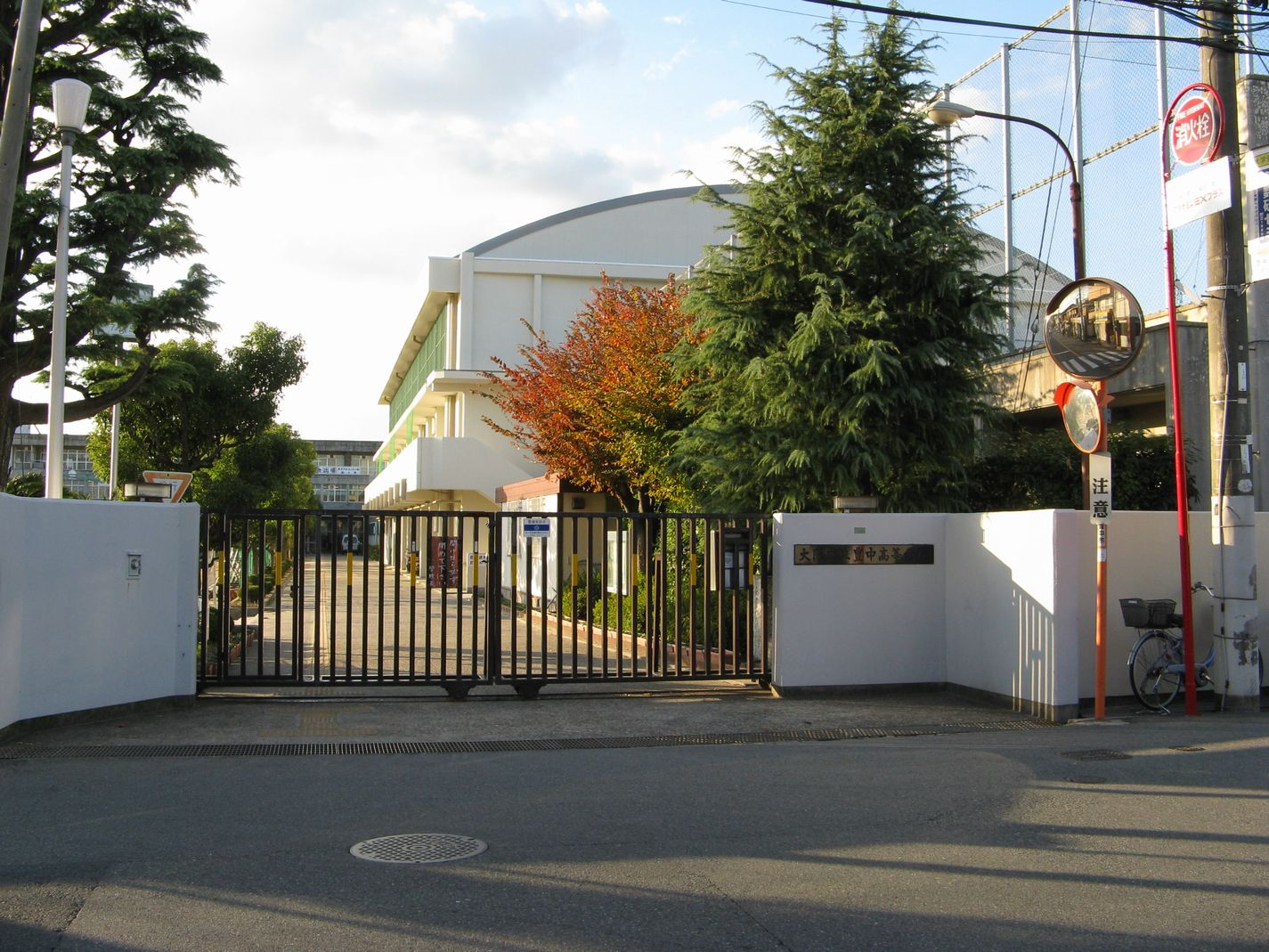
改築前の正門

- 1921年4月 - 大阪府立第十三中学校として開校。
- 1921年9月12日 - 豊能郡豊中村に設置認可、大阪府立豊中中学校となる。
- 1922年10月3日 - 現在地での授業を開始。
- 1924年5月13日 - 校舎新築落成式を実施。この日を創立記念日とする。
- 1935年1月17日 - 校歌を発表。北原白秋作詞・山田耕筰作曲。
- 1944年7月 - 戦争の激化により、生徒の勤労動員が始まる。
- 1945年3月18日 - 大阪大空襲により入学試験中止、志願者全員を入学認可。
- 1945年6月7日 - 大阪大空襲により勤労動員先の工場が爆撃被害に遭い、生徒・教職員計10名が死亡。
- 1945年6月24日、米軍の機銃掃射で校舎に被害を受ける。
- 1948年4月1日 - 学制改革により大阪府立豊中高等学校となる。桜塚高校・旧制豊中市立高女と生徒を交流し男女共学を実施。
- 1955年9月16日 - 新制高校としての校歌を制定（旧制中学校時代の校歌の歌詞を改定）。
- 1969年 - 校舎改築工事に着手（1973年まで）。
- 2002年 - 大阪府教育委員会からエル・ハイスクール事業の指定を受ける（2003年度から2007年度まで）[1]。
- 2009年 - 府教委から進学指導特色校事業 (GLHS) の指定を受ける。
- 2010年 - 文部科学省からスーパーサイエンスハイスクール（SSH）、スーパーグローバルハイスクール（SGH）に指定（2010-2014年度、2015-2019年度 、2020-2024年度の連続3期）[1]。
- 2011年 - 文理学科を設置。
- 2018年4月1日- 大阪府立能勢高等学校が大阪府立豊中高等学校能勢分校（能勢キャンパス）となる（学年進行）。
- 2018年 - 同年度入学生より文理学科に一本化。

## 出身者

### 学術
- 青山秀明 - 京都大学名誉教授、物理学者
- 穴沢眞 - 小樽商科大学学長、アジア経済学者
- 上野俊一 - 元国立科学博物館、昆虫学者・動物学者
- 内田俊郎 - 元京都大学、生物学者
- 浅野和生 - 愛知教育大学元教授、美術史学者
- 飯野正子 - 津田塾大学長
- 上山信一 - 慶應義塾大学教授、経営学者、大阪市役所改革会議委員長、大阪府特別顧問
- 大沢文夫 - 元名古屋大学教授
- 加納隆至 - 元京都大学教授、霊長類学者、ボノボ研究の第一人者
- 斎藤理生 - 群馬大学准教授、日本文学者
- 澤井裕 - 関西大学名誉教授、民法学者
- 柴田一成 - 京都大学教授、宇宙物理学者
- 住吉廣行 - 松本大学学長
- 灘本昌久 - 京都産業大学教授、部落問題研究家
- 西原正 - 平和・安全保障研究所理事長
- 西山卯三 - 京都大学名誉教授、住居学者
- 水野由多加 - 関西大学教授、広告研究者
- 森本敏 - 防衛大臣（第11代）、拓殖大学第19代総長[3]、元同大海外事情研究所所長
- 吉田和男 - 京都大学教授、経済学者、大蔵省出身
- 鈴木俊光 - 元関西大学教授
- 柏原正樹 - 元京都大学教授、数学者

### 政治
- 中野寛成 - 国家公安委員会委員長兼拉致問題担当大臣、衆議院副議長、民社党書記長
- 原田憲 - 衆議院議員（自民党）、運輸大臣、郵政大臣、経済企画庁長官
- 藤村修 - 衆議院議員（民主党）、内閣官房長官、外務副大臣
- 山下栄一 - 参議院議員（公明党）、環境副大臣

### 経済
- 大津功 - On・ショッピング倶楽部代表取締役
- 小林米三 - 元阪急電鉄社長
- 北修爾 - 阪和興業株式会社社長
- 辻晴雄 - シャープ相談役、元社長
- 越智常雄 - 読売テレビ放送会長
- 鳥井道夫 - サントリー名誉会長
- 東尾公彦 - コナミグループ代表取締役社長、関東ITソフトウェア健康保険組合理事長
- 三井正則 - 元ダイハツ工業社長
- 細見研介 - ファミリーマート社長
- 守本正宏 - FRONTEO創業者・社長CEO、公認不正検査士
- 小島啓二 - 日立製作所社長

### 法曹
- 三木秀夫 - 弁護士

### 文化・芸術・芸能
- 碧海りま - 元宝塚歌劇団
- 内垣洋祐 - ミュージシャン、APOGEE・KOME
- 内片輝 - 朝日放送出身の映画監督、プロデューサー、日本映画監督協会会員
- 大前一樹 - フリーアナウンサー
- 加古隆 - 作曲家、ピアニスト
- 清瀬ひかり - 女優
- 幸田浩子 - ソプラノ歌手
- 新宮晋 - 彫刻家
- Suara（巽明子） - 歌手
- 関純子 - 関西テレビアナウンサー
- 辰巳ヨシヒロ - 漫画家
- 辻本玲 - チェリスト
- TOYONO - ブラジル音楽シンガーソングライター
- 中島信也 - CMディレクター、映画監督
- 橋詰優子 - 朝日放送テレビアナウンサー
- 林マオ - 読売テレビアナウンサー
- 古川圭子 - 毎日放送アナウンサー
- 三島有紀子 - 映画監督
- ゆうき芽衣 - シャンソン歌手

### スポーツ
- 塚本浩二 - 元プロ野球・東京ヤクルトスワローズ育成選手

## 交通
- 阪急宝塚線 豊中駅 北東へ約1km（徒歩15分）。
- 阪急バス 豊中高校前バス停下車すぐ。
- 大阪モノレール 少路駅 南西へ約1.4km。